# Jeremain Lens
Jeremain Lens (n. 24 noiembrie 1987, Amsterdam, Țările de Jos) este un fotbalist surinamez, care în prezent evoluează la clubul englez Sunderland și la echipa națională de fotbal a Țărilor de Jos.

## Palmares

### Club
AZ Alkmaar
- Eredivisie: 2008–09
- Johan Cruijff Shield: 2009

PSV
- KNVB Cup: 2011–12
- Johan Cruijff Shield: 2012

Dinamo Kiev
- Premier Liha: 2014–15
- Cupa Ucrainei (2): 2013–14, 2014–15

### Internațional
Țările de Jos
- Campionatul Mondial de Fotbal

Locul 3: 2014